# Guillaume Pierre Godin
Guillaume Pierre Godin (Bayonne, 1260 – Avignone, 4 giugno 1336) è stato un cardinale e vescovo cattolico francese che divenne domenicano.

## Biografia
Entrò nell'Ordine domenicano verso il 1279 e si laureò a Parigi nel 1292.
Divenne padre provinciale del suo ordine a Tolosa nel 1303.
Con il concistoro del 23 dicembre 1312 venne nominato cardinale da papa Clemente V con il titolo di Cardinale presbitero di Santa Cecilia. Nel 1317 divenne vescovo di Sabina, ma mantenne il titolo di Santa Cecilia in commendam. Nel 1320 fu legato pontificio in Spagna. Nel 1323 divenne Decano del Sacro Collegio. Si deve a lui la costruzione delle chiese domenicane di Bayonne e di Avignone e la ricostruzione della navata della chiesa dei Jacobins a Tolosa, ove fu inumato dopo la morte.

## Conclavi
Guillaume Pierre Godin partecipò ai conclavi:
- conclave del 1314-1316, che elesse papa Giovanni XXII
- conclave del 1334, che elesse papa Benedetto XII

## Successione apostolica
- Vescovo Etienne Bourret (1320)
- Arcivescovo Nicola (1320)
- Patriarca Raymond Bequin, O.P. (1324)
- Vescovo Roger (1325)
- Vescovo Arnold Eltz, O.P.  (1325)
- Vescovo João Afonso de Brito (1326)
- Cardinale Matteo Orsini, O.P. (1326)
- Vescovo Jean du Prat, O.P. (1328)
- Vescovo Elzéar de Villeneuve (1328)
- Vescovo Adam de Moray (1328)